# 子冈牌
子冈牌是明清时代风行的玉牌之一，是当时人们经常随身佩挂的玉品饰件。子冈牌因玉质讲究，款式风格和雕工独特，被称为玉牌之王、古玉第一佩。至于“子冈”之名的来源，是明末的一位玉雕神工——陆子冈在每一件玉器作品之后，都会留下“子冈”印款，故称“子冈牌”。

## 选料和工艺
子冈牌选玉非常讲究，玉料大多选择新疆的和阗玉为上等料，精挑无暇色匀、或青或白、油润温和的玉料；玉的一面雕琢的花纹图案以山水、花鸟、人物、走兽图等为主，玉的另一面配有诗文，并琢有“子冈”印款，加之形状为方形或长方形，宽厚敦实如牌子，故称“子冈牌”。 “子冈牌”玉色上之所以选择青白玉为主，白玉较少，据称寓意为“青白做人”之说，以此青白玉制牌，佩带者可时时警戒提醒自己，有“首德次符”之含义。  
工艺方面，陆子冈技艺超凡，将传统沙碾法改成刀刻法，在琢玉中练就一手绝技，起凸阳纹、镂空透雕、阴线刻划，雕刻技艺达到出神入化境地，尤擅长平面减地之技法，使作品呈现浅浮雕的艺术效果。据说陆子冈的绝活应归功于他秘不传人的独门刻刀“昆吾刀”。子冈牌因为别具一格、与众不同的玉料和风格设计，不仅让当时的富贾名绅、文人雅仕对子冈牌趋之若鹜，也让陆子冈本人声名大噪，成为当时著名的琢玉大师。同时，精美玉料的选择和高超的玉雕技法，在明代把中国的玉雕工艺提高到了一个新的艺术境界，也对后世的玉牌设计产生了影响。

## 追求严谨
陆子冈对艺术的追求丰常的严谨，比如现代人很难以图画来分辨新月与残月，而当时的陆子冈已达到“凡刻一新月，必上弦而偏右；刻一晓月，必下弦而偏左。” 新月的弦（直边）一定是朝左上，残月（晓月）的弦一定朝右下，与现代科学完全相吻合，可见陆子冈对艺术的严谨性。

## 美誉
众多的诗词和杂录对“子冈玉”都有赞美。如徐渭《咏水仙簪》：“略有风情陈妙常，绝无烟火杜兰香，昆吾锋尽终难似，愁煞苏州陆子冈。” 明人陈继儒《妮古录》曰：“乙未十月四日于天门伯度家，见百乳白玉觯，觯盖有环，贯于把手上，凡十三连环。吴门陆子冈所制。” 明末高濂《遵生八笺》中记有陆子冈雕制的仿古玉器有：“水注：观吴中陆子冈制白玉辟邪，中空贮水，上嵌青绿松石者，法古旧形，滑熟可爱。”   明代文学家张岱《陶庵梦忆》赞扬“吴中绝技，陆子冈治玉之第一。”《太仓州志》曾有记载：“雕玉器，凡玉器类砂碾，五十年前州人陆子冈者，用刀雕刻，遂擅绝今。所遗的玉簪，玲珑奇巧，花茎细如毫发，一枚价值五六十金。” 万历前期的王世贞《觚不觚录》一书中提到“今吾吴中陆子刚之治玉”。由此，陆子冈的美誉名声可见一斑。
 

## 技法失传
据传，陆子冈在给皇帝雕刻的一件龙形玉器上，隐蔽的刻上了“子冈”印款，后来被人告发，触怒了皇帝，被秘密赐死。一代玉雕巨匠从此消亡。“子冈死，技亦不传”。因陆子冈并无子弟传承，其精湛的雕琢技艺也由此失传。

## 文化承传
经过了500多年的传承，子冈牌已成为玉雕史上经典之作，而陆子冈也成为载入玉雕史册的传奇人物。白玉子冈牌的前画后字的基本模式风格及特殊的琢玉技法，被现代玉雕名家所传承和创新，使中国当代玉牌的创作进入了一个新的繁荣期。